# Arcangeloscia porcellioides
Arcangeloscia porcellioides är en kräftdjursart som beskrevs av Gustav Budde-Lund 1904. Arcangeloscia porcellioides ingår i släktet Arcangeloscia och familjen Philosciidae. Inga underarter finns listade i Catalogue of Life.